# Felipe Pena
Felipe Pena de Oliveira (Rio de Janeiro, 27 de dezembro de 1976) é um jornalista e escritor brasileiro, além de professor de Jornalismo e roteiro na Universidade Federal Fluminense. Lecionou nas principais universidades do mundo. Fez o pós-doutorado em Semiologia da Imagem na Universidade de Paris/Sorbonne III, foi pesquisador da Universidade de Nova Iorque e professor visitante da Universidade de Salamanca. Autor de 16 livros, foi finalista do prêmio Jabuti duas vezes, em 2011 e 2013. Também é graduado em psicologia, escreve roteiros para a TV e foi diretor do central que analisa os textos de novelas e seriados da Rede Globo.

## Carreira
Começou no telejornalismo em 1995, na extinta Rede Manchete. Trabalhou também na Rede TV!, UTV, TV Comunitária, TVE Brasil e GloboNews.
Doutor em Literatura pela Pontifícia Universidade Católica do Rio de Janeiro, fez seu pós-doutorado na Universidade de Paris Sorbonne-III. No curso de Comunicação Social da UFF, dá aulas de roteiro, telejornalismo e linguagens audiovisuais. Foi o fundador e primeiro coordenador da pós-graduação em Jornalismo Cultural e em Telejornalismo da Universidade Estácio de Sá. Lecionou como professor visitante na Universidade de Salamanca, Espanha.
Escreveu 16 livros, entre romances, crônicas e obras acadêmica, além de Seu Adolpho, biografia do empresário Adolfo Bloch. Estreou na literatura com o romance Fábrica de diplomas (2008), primeira parte da sua Trilogia do Campus.
Foi diretor de análise de conteúdo da Rede Globo.
Foi comentarista do programa Estúdio I, da GloboNews, entre 2013 e 2015.
É visiting scholar da Universidade de Nova Iorque.
É colunista do jornal Extra.
É mediador do youtube.com/VivaRoda, ao lado de Guga Noblat e Luiza Sarmento.

## Obras publicadas

### Ficção
- Fábrica de diplomas (Ed. Record, 2010)
- O marido perfeito mora ao lado (Ed. Record, 2010)
- O verso do cartão de embarque (Ed. Record, 2011)[4]
- Beijo na testa é pior do que separação: crônicas do fim de tudo (Primavera Editorial, 2013)

### Não-ficção
- A volta dos que não foram (Ed. Sette Letras, 1998)
- Televisão e Sociedade. (Ed. 7 Letras, 2002)
- Teoria da Biografia sem fim (Ed. Mauad, 2004)
- Teoria do Jornalismo (Ed. Contexto, 2005), traduzido na Espanha como Teoría del Periodismo (Ed. Comunicación Social)[5][6]
- Seu Adolpho (Ed. Usina de Letras, 2010) - Finalista do prêmio Jabuti.
- No jornalismo não há fibrose. (Ed. Cassará, 2012) - Finalista do prêmio Jabuti.
- Crônicas do Golpe. (Ed. Record, 2017) - Coletânea de crônicas políticas publicadas no jornal Extra.